# Buschmann (Adelsgeschlecht)

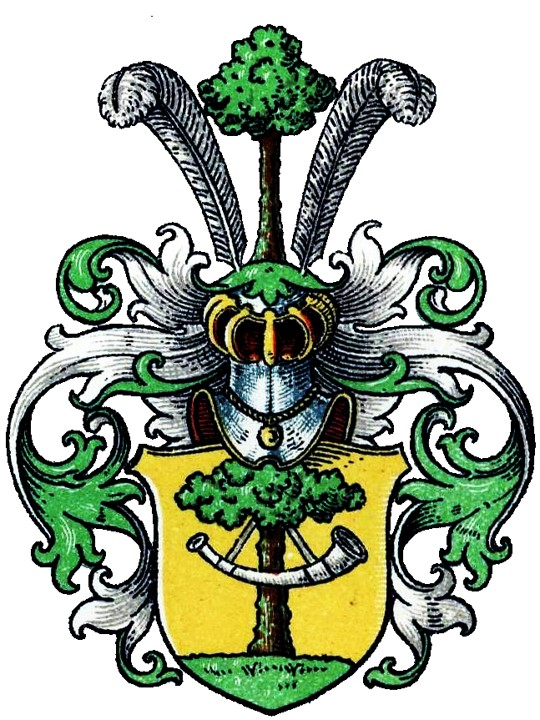
Wappen derer von Buschmann

Buschmann ist der Name eines westfälisch-rheinländischen Adelsgeschlechts.

## Geschichte
Die Familie entstammte nicht, wie in der älteren Literatur behauptet, einem angeblich 1598 geadelten Geschlecht aus Stade, sondern nach den Forschungen von Wilhelm Honselmann aus dem Städtchen Driburg im Hochstift Paderborn. Der bedeutendste Spross war Peter von Buschmann (ca. 1604–1673), Kanzler des Hochstifts Paderborn und ab 1648 Kanzler von Kurköln. Mitglieder der folgenden Generationen übernahmen zentrale Ämter in Kurköln. Die Familie besaß u. a. Schloss Arff (1750–1803), Gut Asperschlag und Königshoven (Bergheim) sowie Heimersheim (Rheinbach).
Anton Ignaz von Buschmann (1776–1832) zu Köln, kurkölnischer Hauptmann und Landrentmeister der Kölner Regierung, erhielt am 2. Mai 1827 die königlich-preußische Adelsanerkennung. 1829 wurde die Familie in die rheinische Adelsmatrikel eingetragen.

## Wappen
Blasonierung: In Gold auf grünem Rasen ein natürlicher Baum, an welchem mit einem silbernen Band ein silbernes Jagdhorn hängt. Auf dem Helm der Baum zwischen zwei silbernen Straußenfedern. Die Helmdecken sind grün-silbern.
Weitere Wappendarstellungen:

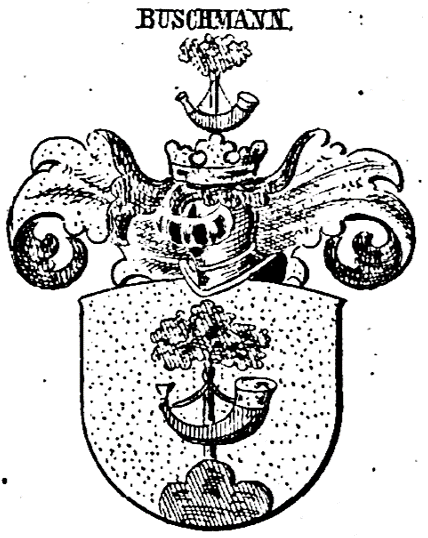
Wappen derer von Buschmann bei Siebmacher
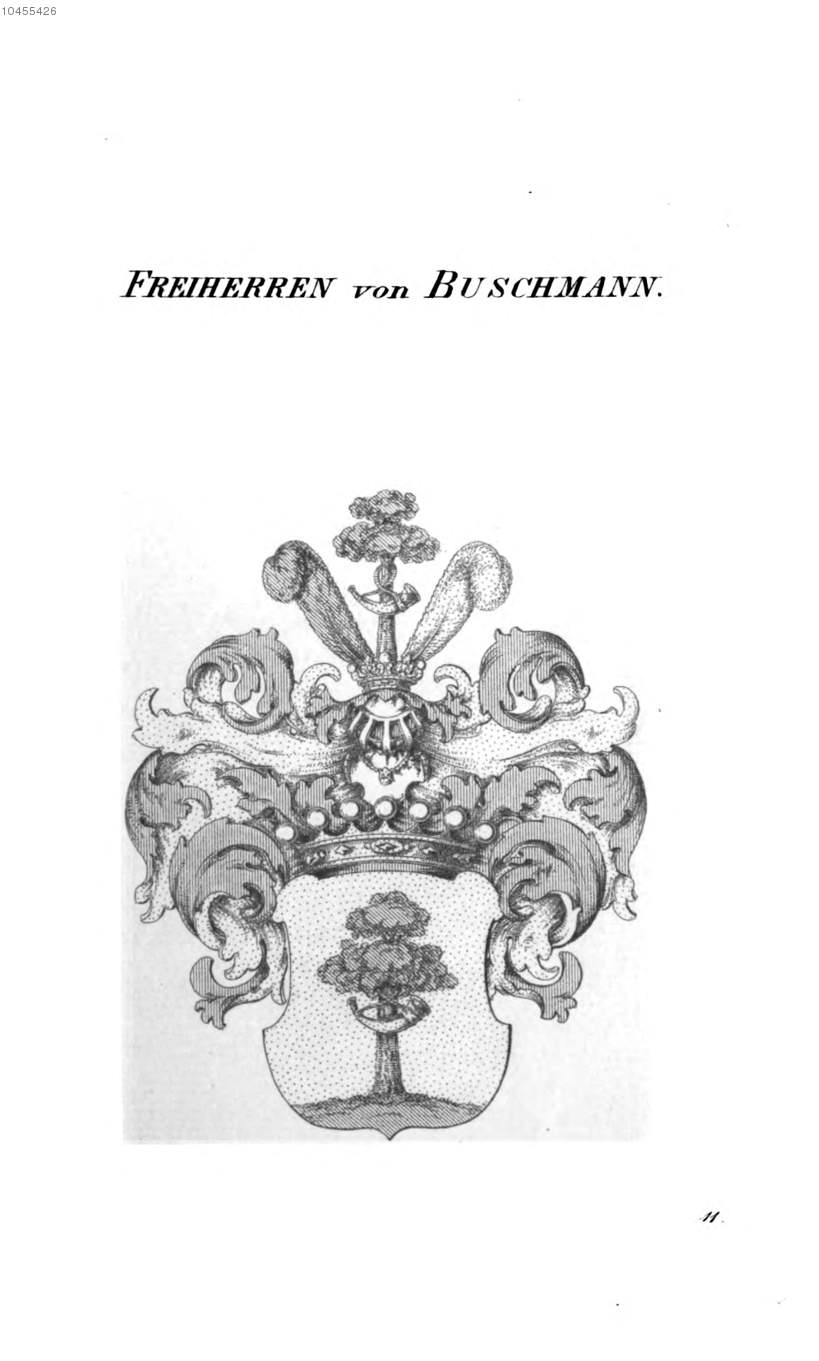
Wappen der Freiherren von Buschmann bei Tyroff

## Namensträger
- Peter von Buschmann (1604–1673), Kanzler des Hochstifts Paderborn, Gesandter bei den Friedenskongressen von Osnabrück und Münster und ab 1648 Kanzler von Kurköln
- Cyriacus Buschmann († 1738), kurkölnischer Hofgerichtskommisar, Schultheiß der Kölner Erbvogtei
- Johann Gottfried Josef von Buschmann (1702–1772), kurkölnischer wirklicher Geheimer Rat, Schultheiß des Domstifts zu Anstel, Grewe der kurfürstlichen Gerichte Airsbach und Niederich zu Köln
- Christian August von Buschmann (um 1698–1754), Kölner Domherr, Dekan des Collegiatstifts zu den Aposteln; sein Nachfolger war sein Neffe Peter Joseph von Buschmann
- Peter Joseph von Buschmann (1704–1766), Domherr und Domkapitular in Köln